# Афселиус, Бьёрн
Бьёрн Афселиус (швед. Björn Afzelius; 27 января 1947, Хакарп — 16 февраля 1999, Гётеборг) — шведский певец и композитор.

## Биография
Афселиус родился 27 января 1947 года в местечке Хакарп неподалёку от Хускварны. Его отец был инженером, мать — домохозяйкой. В 1954 году семья переехала в Стокгольм, а в 1961 перебралась в Сконе, где сначала поселилась в Ландскруне, а с 1963 года обосновалась в Мальмё.
В течение 60-х гг. Афселиус играл в различных поп-группах в Мальмё, но в 1968 году поступил в Лундский университет и был вынужден временно прекратить свои занятия музыкой. В 1970 году он встретил Микаэля Вие и создал вместе с ним любительскую группу «Hoola Bandoola Band». Первоначально они предполагали лишь подзаработать немного денег для учёбы, однако в 1971 году их пригласили на радиопередачу, а неделю спустя они получили два предложения на запись альбома. В этом же году на MusikNätet Waxholm у них вышел альбом «Garanterat Individuell», встретивший хороший отклик у критиков. Следующий альбом «Vem kan man lita på?» («Кому можно доверять?») принёс группе коммерческий успех.
В 1974 году Афселиус записал свой первый сольный альбом, получивший название «Vem är det som är rädd?» («Кому страшно?»). Он был хорошо встречен музыкальными критиками и разошёлся в количестве 25 тыс. экземпляров, что было весьма неплохо для дебютанта. «Hoola Bandoola Band» давала концерты ещё год, и последний её альбом вышел в 1975 году. Осенью 1976 года Бьёрн переехал в Гётеборг, где выпустил свой второй альбом под названием «За короля и отечество» («För kung och fosterland»). Он был восторженно встречен прессой, «Aftonbladet» назвала его альбомом года, и он разошёлся в количестве 35 тыс. экземпляров.
Весной 1977 года Афселиус собрал группу «Björn Afzelius Band», с которой начал активно гастролировать. В ноябре 1979 года группа была распущена, и Бьёрн взял паузу на год, в течение которого занимался написанием новых песен. Летом 1980 года ему предложили написать музыку для телепередачи о всемирной гонке вооружений, в результате чего появилась новая группа — «Globetrotters». В этом же году группа выпустила альбом «Globetrotter», разошедшийся тиражом 50 тыс. экземпляров. Однако следующий альбом «Innan tystnaden» («Перед молчанием»), выпущенный в мае 1982 года, имел ещё больший успех — продажи достигли 130 тыс. экземпляров. Песни альбома имели политическую направленность, в них упоминались горячие точки мира — Ближний Восток, Центральная Америка, Африка.
Последовали три года гастролей по всей Скандинавии. На Афселиуса посыпались разного рода награды: «Globetrotters» получили приз как лучшая группа, исполняющая живую музыку, Бьёрну была вручена Гётеборгская культурная стипендия и пр. Однако жёсткий график привёл к тому, что к 1985 году группа начала выдыхаться. В этом году у неё вышел альбом «Nio liv» (Девять жизней), разошедшийся тиражом в 90 тыс. экземпляров, но во многом лишь благодаря песне «Svarta Gänget», в которой присутствовал резкий выпад в сторону правых. В ходе избирательной кампании 1985 года она даже стала гимном рабочей молодёжи.
29 и 30 ноября 1985 года группа дала два последних концерта перед аудиторией в 25 тыс. человек, собрав при этом 12 млн крон на борьбу с расизмом в ЮАР. Первое выступление лично посетил Улоф Пальме и передал в дар от правительства 5 млн крон.
В 1987 году Афселиус создал свою собственную звукозаписывающую студию Rebelle Records.
Умер в 1999 году в Гётеборге от рака лёгких.

## Дискография

### С Hoola Bandoola Band, 1971—1975
- Garanterat individuell (1971)
- Vem kan man lita på? (1972)
- På väg (1973)
- Fri information (1975)

### Сольные альбомы
- Vem är det som är rädd? (1974)
- För kung och fosterland (1976)
- Johnny boy (1978)
- Bakom kulisserna (1979)
- Another Tale To Tell (1979)
- Riddarna kring runda bordet (1987)
- Don Quixote (1988)
- Tusen bitar (1990)
- Nidaros (1991, live)
- Nära dej (1994)
- Tankar vid 50 (1997)
- Elsinore (1999)

### С Globetrotters
- Globetrotter (1980)
- Danska nätter (1982, live)
- Innan tystnaden (1982)
- Exil (1984)
- Nio liv (1985)